# Katelijne Verbeke
Katelijne Verbeke (Gent, 27 oktober 1961) is een Vlaams actrice.

## Biografie
Na haar studie Latijn-Grieks aan Sint Bavo in Gent, studeerde Katelijne Toneel en Woord aan de Muziekacademie van Gentbrugge. Zij volgde haar toneelopleiding van 1980 tot 1984 aan de Studio Herman Teirlinck. Vervolgens was zij vast verbonden aan het Nieuw Ensemble Raamteater en de Koninklijke Nederlandse Schouwburg in Antwerpen. Sinds 1991 is zij als freelance actrice verbonden aan groepen als Theater Malpertuis, De Tijd, KVS, KNS, Raamtheater, Theater teater, Antigone, Ro Theater, Het Zuidelijk Toneel waar zij werkte met regisseurs Ivo van Hove, Lucas Vandervost, Dirk Tanghe, Franz Marijnen, Guy Cassiers en Peter de Baan.

## Nominaties
In 1995 ontving Katelijne Verbeke een nominatie Theo d'Or voor haar rol in "Agathá".
In 1997 kreeg ze een Gouden Kalf nominatie voor beste vrouwelijke hoofdrol, voor haar rol van Diana in Ramón Gielings film "Ongenade".
In 2005 werd ze wederom genomineerd voor de Theo d'Or, ditmaal voor de rol van Anna in Peter De Graefs productie "...Iets over de liefde".

## Film
- Wierook en tranen (televisiefilm, 1977) - als Vera
- Hoogtevrees (televisiefilm, 1988) - als Jessie
- Les Vloems (korte film, 1989)
- Off Mineur (televisiefilm, 1996) - als Irma
- Verbrande aarde (korte film, 1998) - als moeder
- Ongenade (televisiefilm, 1998) - als Diane
- De juiste maat (televisiefilm, 1998)
- Het achterland (televisiefilm, 2001) - als Elly
- Blind (2007) - als Catherine Rietlander
- De avondboot (televisiefilm, 2007) - als Pia
- Turquaze (2010) - als Moniek Peters
- Dossier K. (2009) - als moeder Waldak
- Zot van A. (2010)
- The Expatriate (2012) - als Sophie Pieters
- W. (2014) - als Colette
- Home (2016) - als Lina's moeder
- The Best of Dorien B. (2019) - als Monique
- Sinner (2019)
- Vlaamse Flikken (2020) - als Mélanie Roussel
- Zeevonk (2023) - als oma van Vincent
- Holy Rosita (2024) - als Miriam

## Televisie
- Langs de Kade (1988) - als Nelly Vogels
- Ramona (1991) - als huwelijkskandidate
- Freddytex (1994)
- Chez Bompa Lawijt (1994) - als Pamela De Belder
- Niet voor publikatie (1995) als verpleegster
- Kulderzipken (1996) - als tante Hildegarde
- Wittekerke (1996) - als Sinja
- Windkracht 10 (1997) - als Evelyne De Jonghe
- Heterdaad (1997) - als Rita Coppens
- Recht op Recht (1998) - als Lilly Depeuter
- Recht op Recht (2001) - als Linda Hollebeek-Defreyne
- Chris & Co (2001) - als hoofdcommissaris
- Flikken (2001-2003, 2007-2008) - als Nadine Vanbruane
- Aspe (2004) - als kloosterlinge
- Rupel (2005-2006) - als Frieda Rogiers
- Witse (2006-2009) - als Véronique Maes
- 180 (2008) - als Martine
- Vermist (2008, 2010) - als Anna
- De Smaak van De Keyser (2009) - als de oude Charlotte Vranken
- Code 37 (2009) - als Lucienne Van De Moortele
- David (2009-2010) - als Bea Varenberg
- Bloedverwanten (2010) - als Elisabeth
- Goesting (2010) - als Katrina
- Dubbelleven (2010) - als moeder van Nina
- Het goddelijke monster (2011) - als Elvire Deschryver
- De Ronde (2011) - als Annick De Witte
- Zone Stad (2011) - als Laura De Bruyn
- Danni Lowinski (2012) - als rechter Martens
- Quiz Me Quick (2012) - als schooldirectrice
- Loslopend wild (2012-2022) - verschillende rollen
- Zuidflank (2013) - als Lydia Maes
- Aspe (2014) - als Angelique
- De zonen van Van As (2014) - als Brechtje
- Noord Zuid (2015) - als Iris Verbeke
- Flikken Maastricht (2015) - als mevrouw Vanderaerden
- Ghost Rockers (2016) - als hoofd van het Zwarte Oog
- De Maatschap (2016) - als Mieke Meyer
- Cordon (2016) - als Cynthia Rubens
- Allemaal Chris (2017) - als relatie-experte
- 13 Geboden (2018) - als Chantal Theunissen
- De Dag (2018) - als Andrea
- Eigen kweek (2019) - als Betsy Despriet
- Undercover (2019-2020) - als Francine
- Red Light (2020) - als oma Janine
- Onder Vuur (2021-2024) - als Peggy
- Beau Séjour (2021) - als Bea Teirlinck
- F*** You Very, Very Much (2021) - als Hilde
- Frakke & Jempie (2023) - Lut
- Interview met de geschiedenis (2023) - Fabiola
- Assisen (2023-heden) - als rechter Karen Dengler
- Milo (2024-heden) - als Alice Van Belle
- Dood Spoor (2025) - als Arlette
- Alter Ego - als Directrice ( 2024 )

## Theater
1984
- De eerste bliscap van Maria
- Als op een winterse reis
- Damesorkest
- Dom Juan
- Een Midzomernachtdroom

1984-1989
- Een Midzomernachtdroom
- Pak 'em Stanzi
- De Spaanse Brabander
- De stoel van Stanislavski
- Geschiedenis van een paard
- Teibele en haar demon
- De Canadese muur
- Scapino!

1989-1991
- Een Midzomernachtdroom
- Woyzeck
- Open en bloot
- Revolutie, Revolutie
- Cache ta joie
- Rode neuzen
- Tartuffe
- Het haar van de hond

1991-1997
- De alibicentrale (1991)
- Torquato Tasso (1992)
- De koning sterft (1992)
- Een onderwereldse glimlach (1992-1993)
- Slotkoor (1993)
- Le Bourgeois gentilhomme (1993)
- Andermans geld (1994)
- Een heel leven (1994)
- Hun! (1995)
- Agathá (1995)
- Kat op een heet zinken dak (1996)
- Bedrog (1996)

1997-1998
- Koppen
- Laatste tango
- Faust

1998-1999
- Knecht van twee meesters
- Le paradis n'est artificiel, L'enfer non plus
- Na de regen
- Le Bourgeois Gentilhomme ( Dirk Tanghe)

1999-2012
- King Kongs dochter
- Cleansed
- Zomergasten (2000-2002)
- Bal van de Pompiers (2001)
- Macbeth (2001)
- Drie versies van het leven (2001)
- Husbands and Wives (2002, 2004-2006)
- Dood de ouden, folter hun jongen (2003)
- Trilogie van het weerzien (2003-2004)
- Basel-Retour (2003-2004)
- ...Iets over de liefde (2005)
- Ashes to Ashes (2005)
- Annie M.G. Schmidt (programma voor volwassenen met Els Dottermans en Florejan Verschueren, 2005-2006)
- Mefisto for ever (2006-2007)
- Una giornata particolare (2007-2008)
- Uit het leven van de marionetten (2007-2009)
- 386: Molière (2008-2009)
- House of the Sleeping Beauties (2009)
- Voix (2010)
- Embrasse (2010-2011)
- IJzergordijn (2011)
- Land's End (2011-2012)
- Tartuffe (2011-2012)
- 2012-2025)
- Front Thalia Theater Hamburg 2014-2016
- 3 Sterke Vrouwen Walpurgis 2020
- Doek Maria Goos  Koortz 2019
- Land's End Berlin Berlin 2015 - 2018
- Zakman Echt Gents Volkstoniel 2019
- Métisse Antigone Tom Dupon  2019 - 2020
- Adela en Helena H Kusters  2017 - 2018
- Het Kanaal G Schoeters Transparant 2017- 2018
- Aspe Backstage 2016
- Platonov NTG Berlijn 2015
- Kalm D Leue 2022
- De Meeuw Tsjechov Het Paleis 2014
- Musical Mary Boduin 2023
- Hemingway T Janssens
- Cornelius en de Aliens G V Meir 2023
- Alles is Niet Perfect Mokhalled Rasem HetPaleis 2024-2025
- Assisen 2025 Backstage

## Overig
Verbeke ontwierp de kostuums voor Marie Salat (1997) en Raket naar de maan (1998). In 1998 nam ze de regie van Mevrouw Troussotsky voor haar rekening. Ook gaf ze gedurende haar carrière diverse cursussen en masterclasses. In 2007 werkte ze mee aan het hoorspel De wilde zwanen.